# Владимир Јурзинов
Владимир Владимирович Јурзинов (рус. Владимир Владимирович Юрзинов; Москва, 20. фебруар 1940) некадашњи је совјетски и руски хокејаш на леду, а потом и хокејашки тренер, двоструки светски првак, Заслужни мајстор спорта Совјетског Савеза од 1963. и Заслужни тренер Совјетског Савеза од 1976. године. Током каријере играо је на позицијама централног нападача.

## Биографија
Готово целокупну играчку каријеру Јурзинов је провео играјући за московски Динамо за који је у периду 1957−1972. одиграо укупно 489 мечева у совјетском првенству и постигао 239 голова. Године 1964. уврштен је на списак 34 најбоља хокејаша Совјетског Савеза. Последње две године играчке каријере провео је у финском друголигашу КооВее у којем је обављао функцију играча-тренера. 
За репрезентацију Совјетског Савеза на међународној сцени играо је свега три пута, сва три пута на светским првенствима на којима је освојио две златне (СП 1963. и СП 1969) и једну бронзану медаљу (СП 1961). За репрезентацију је одиграо укупно 54 утакмице и постигао 23 гола.
По окончању играчке каријере враћа се у Москву где постаје главним тренером свог матичног клуба Динама који је водио у два наврата, прво у периоду 1974−1980, а потом и од 1989−1992. Као тренер са Динамом је освојио национални куп 1976. и три титуле националног првака (1990, 1991. и 1992. године). Између два ангажмана у московском Динаму пуних девет сезона је радио као главни тренер Динама из Риге са којим је 1988. освојио друго место у совјетском првенству, што је био најбољи резултат у дотадашњој историји тог клуба. Као тренер финског ТПС-а на чијем челу је био од 1992. до 1998. освојио је две титуле првака Финске (сезоне 1992/93. и 1994/95) и два друга места, што му је донело три признања за најбољег тренера Финске (Калеви Нуминенов трофеј), а затим и „место” у Кући славних финског хокеја у коју је уврштен 2009. године. Као тренер швајцарског Клотена проглашен је у сезони 1999/00. за најбољег тренера швајцарске НЛА лиге.
У периоду између 1974. и 1991. обављао је и функцију помоћног тренера совјетске репрезентације, а као селектор репрезентације Русије коју је водио током 1998. године освојио је сребрну медаљу на ЗОИ у Нагану, док је на светском првенству одржаном исте године са руским тимом заузео пето место. 
Године 2002. постао је почасни члан Куће славних ИИХФ-а.